# Zakbaak
Een zakbaak (veelal onjuist aangeduid als 'zakbaken') is een hulpconstructie (meetpaal) om veranderingen in de hoogte van dieper liggende bodemlagen te bepalen. Tevens wordt het mogelijk de hoeveelheid ophoogmateriaal nauwkeuriger te kunnen bepalen. 
Een zakbaak bestaat uit een vierkante of ronde stalen plaat van 0,5 tot 2 m doorsnede. Op deze plaat bevindt zich zuiver verticaal een metalen pijp. Deze pijp kan gaande het ophoogproces verlengd worden. De onderplaat wordt horizontaal geplaatst onder een toekomstige aanvulling, zoals een grondlichaam in de weg- en waterbouw. Door het aanbrengen van een massa ophoogmateriaal kan de ondergrond zakken (ofwel: zetten). In een onstabiele bodem als veen kan een zetting vele decimeters zijn. Bij zand is het beperkt tot centimeters.
De onderzijde van de zakbaak met de buis zakt mee. De hoogte van de bovenkant van de pijp wordt vooraf nauwkeurig ingemeten. Door deze hoogtemeting in de loop der tijd te herhalen is het mogelijk het hoogteverloop (zetting) van de bodem te bepalen. Hiermee kan berekend worden wanneer de zetting ver genoeg gevorderd is om verdere bouwactiviteiten mogelijk te maken zonder dat het (bouw)werk beschadigd kan worden door de zettingen.
Er zijn als alternatief elektronische meetsensoren in ontwikkeling.